# چندرهاس

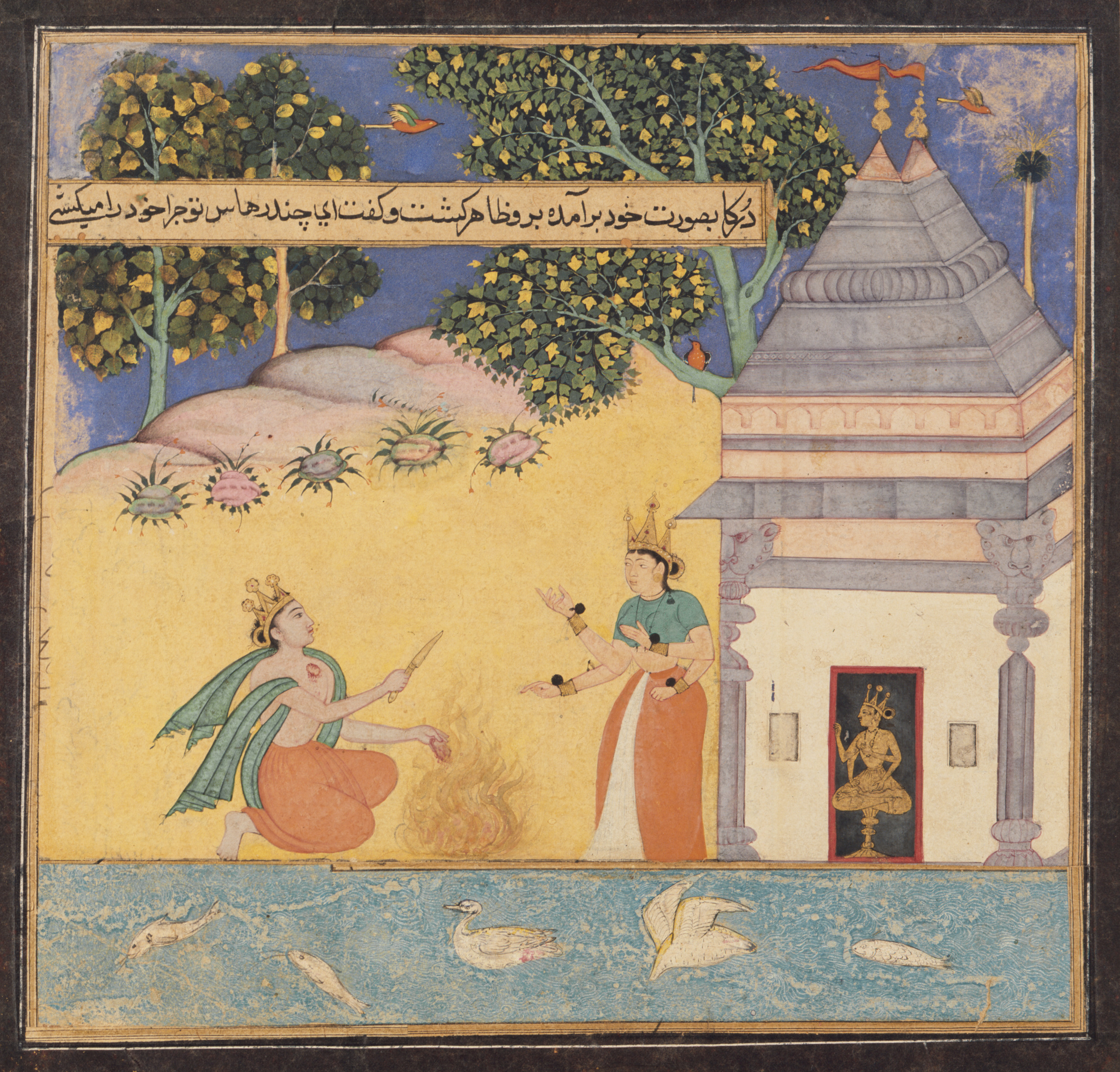
نگاره‌ای از چاندرهاس که به الهه کالی دعا می‌کند، با متن فارسی.

چندرهاس یا چاندراهاسا پادشاه سلطنت کونتالا بود که تقریباً شامل قسمت‌هایی از شمال کارناتاکای و جنوب ماهاراشترا امروزی بود. نام دیگر این ناحیه گوراشترا بوده. داستان چندرهاس در اشوامداهیکا پروه در حماسه مهاباراتا آمده‌است. چندرهاس پسر پادشاه سودارمیکا کرالا بود. وی با ویشای و چامپاکامالینی، که شاهزاده خانم کونتالا بود، ازدواج کرد. آن‌ها صاحب دو پسر به نام‌های ماکاراشا و پادماکشا شدند. چندرهاس دوست آرجونا مصاحب کریشنا بود و در اشوامدای جدهشتر نام او آورده شده‌است.